# Karabin maszynowy Typ 98
Karabin maszynowy Typ 98, karabin maszynowy Typ 1 – japoński lotniczy karabin maszynowy kalibru 7,92 mm z okresu II wojny światowej, kopia niemieckiego MG 15.

## Nazwa
Do 1940 roku karabiny maszynowe do kalibru 11 mm używane przez Cesarską Armię Japońską nazywane były kikan juu (dosłownie – „karabin maszynowy”), dalsze oznaczenie, w tym przypadku „Typ 98” oznaczało według kalendarza japońskiego rok wprowadzenia do służby 2598 (1938 według kalendarza gregoriańskiego). W 1940 wprowadzono nowy system oznaczeń, karabiny maszynowe do kalibru 11 mm otrzymały oznaczenie te będące skrótem od kana teppou (dosłownie „karabin”) oraz shikki – numer kolejny, typ.
W Cesarskiej Marynarce Wojennej wszystkie automatyczne karabiny i działka lotnicze bez względu na ich kaliber określane były mianem kijuu (skrót od kikan juu' czyli „karabin maszynowy”), dalsze oznaczenie podobnie jak w przypadku uzbrojenia Armii oznaczało rok wprowadzenia do służby i pokazywało dwie ostatnie cyfry roku według kalendarza japońskiego. W przypadku wprowadzenia modyfikacji w wyniku których powstał nowy model tej samej broni otrzymywała ona oznaczenie gata („model”), mniejsze modyfikacje w ramach tego samego modelu oznaczane były słowem kai (kaizo – „modyfikacja”, „zmiana”), na przykład oznaczenie 97 shiki 3 gata kai 2 jest tłumaczone jako „Typ 97, model 3, druga modyfikacja”.

## Historia
W 1938 roku Armia zakupiła licencją na produkcję niemieckich karabinów maszynowych MG 15 i MG 17 z zamiarem wprowadzenia ich do produkcji jako ruchome (MG 15) i stałe (MG 17) lotnicze karabiny maszynowe. Przy wprowadzaniu karabinów do produkcji natrafiono na problemy z wytworzeniem odpowiednio wytrzymałych sprężyn mogących wytrzymać długą serię z karabinu i ostatecznie do produkcji wszedł tylko ręcznie obsługiwany MG 15 jako „Typ 98”. Ten sam karabin został w 1941 roku przyjęty do służby przez Marynarkę Wojenną gdzie otrzymał oznaczenie „Typ 1”.
Początkowo broń dla Armii produkowana była w Fabryce Zbrojeniowej Armii w Nagoi, a karabiny Marynarki w fabrykach w Tagajō i Yokosuce. Karabiny Armii i Marynarki różniły się od siebie tylko szczegółami konstrukcyjnymi, karabiny marynarki miały drugą rączkę z przodu pod zamkiem, były dodatkowo lakierowane i wybijano na nich znak kotwicy. W trakcie wojny, w ramach unikatowej dla Marynarki i Armii kooperacji (w Japonii te dwie służby tradycyjnie zawsze rywalizowały ze sobą i zazwyczaj nie dzieliły tego samego uzbrojenia) zarówno karabiny Armii jak i Marynarki były produkowane w zakładach zbrojeniowych w Nagoja i po pewnym czasie różnice pomiędzy karabinami produkowanymi dla Armii i Marynarki prawie całkowicie zanikły. Jedyną różnicą pozostało to, że karabiny Marynarki produkowane w Nagoi nadal miały wybijany znak kotwicy, w tej wersji znane były jako „Typ 1, model 1”. Pod koniec wojny także karabiny produkowane dla Armii znane były jako „Typ 1” ale nie były one nigdy oznaczane znakiem kotwicy.

## Opis konstrukcji
Karabin maszynowy Typ 98 (Typ 1) był samoczynnym, lotniczym karabinem maszynowym z zasadą działania opartą na krótkim odrzucie lufy. Karabin używał amunicji 7,92 × 57 mm Mauser zasilanej z 75-nabojowego magazynka siodłowego.
Szybkostrzelność teoretyczna wynosiła 1000–1500 strzałów na minutę, prędkość początkowa pocisku wynosiła 785 m/s, a skuteczny zasięg broni wynosił około 600 metrów.